# IndyCar
IndyCar, također poznata i kao IndyCar Series, a trenutno se službeno naziva Verizon IndyCar Series zbog sponzorskih razloga, je najviša klasa jednosjeda u Sjevernoj Americi.

## Prvaci
| Sezona             | Prvak              | Prvak                  | Prvak              | Prvak              |
| Sezona             | Vozač              | Momčad                 | Šasija             | Motor              |
| Indy Racing League | Indy Racing League | Indy Racing League     | Indy Racing League | Indy Racing League |
| ------------------ | ------------------ | ---------------------- | ------------------ | ------------------ |
| 1996.              | Scott Sharp        | A. J. Foyt Enterprises | Lola               | Ford-Cosworth      |
| 1996.              | Buzz Calkins       | Bradley Motorsports    | Reynard            | Ford-Cosworth      |
| 1996.–97.          | Tony Stewart       | Team Menard            | G-Force            | Oldsmobile         |
| 1998.              | Kenny Bräck        | A. J. Foyt Enterprises | Dallara            | Oldsmobile         |
| 1999.              | Greg Ray           | Team Menard            | Dallara            | Oldsmobile         |
| 2000.              | Buddy Lazier       | Hemelgarn Racing       | Dallara            | Oldsmobile         |
| 2001.              | Sam Hornish Jr.    | Panther Racing         | Dallara            | Oldsmobile         |
| 2002.              | Sam Hornish Jr.    | Panther Racing         | Dallara            | Chevrolet          |
| IndyCar Series     |                    |                        |                    |                    |
| 2003.              | Scott Dixon        | Chip Ganassi Racing    | G-Force            | Toyota             |
| 2004.              | Tony Kanaan        | Andretti Green Racing  | Dallara            | Honda              |
| 2005.              | Dan Wheldon        | Andretti Green Racing  | Dallara            | Honda              |
| 2006.              | Sam Hornish Jr.    | Penske Racing          | Dallara            | Honda              |
| 2007.              | Dario Franchitti   | Andretti Green Racing  | Dallara            | Honda              |
| 2008.              | Scott Dixon        | Chip Ganassi Racing    | Dallara            | Honda              |
| 2009.              | Dario Franchitti   | Chip Ganassi Racing    | Dallara            | Honda              |
| 2010.              | Dario Franchitti   | Chip Ganassi Racing    | Dallara            | Honda              |
| 2011.              | Dario Franchitti   | Chip Ganassi Racing    | Dallara            | Honda              |
| 2012.              | Ryan Hunter-Reay   | Andretti Autosport     | Dallara            | Chevrolet          |
| 2013.              | Scott Dixon        | Chip Ganassi Racing    | Dallara            | Honda              |
| 2014.              | Will Power         | Team Penske            | Dallara            | Chevrolet          |
| 2015.              | Scott Dixon        | Chip Ganassi Racing    | Dallara            | Chevrolet          |
| 2016.              | Simon Pagenaud     | Team Penske            | Dallara            | Chevrolet          |
| 2017.              | Josef Newgarden    | Team Penske            | Dallara            | Chevrolet          |
| 2018.              | Scott Dixon        | Chip Ganassi Racing    | Dallara            | Honda              |
| 2019.              | Josef Newgarden    | Team Penske            | Dallara            | Chevrolet          |
| 2020.              | Scott Dixon        | Chip Ganassi Racing    | Dallara            | Honda              |
| 2021.              | Álex Palou         | Chip Ganassi Racing    | Dallara            | Honda              |
| 2022.              | Will Power         | Team Penske            | Dallara            | Chevrolet          |

## Vanjske poveznice
- indycar.com